# Bronqui
En l'aparell respiratori dels mamífers, els bronquis són els conductes respiratoris en què es divideix la tràquea. Serveixen per conduir l'aire per l'interior dels pulmons.
Quan l'aire arriba a la tràquea es va repartint pels diferents bronquis que es van ramificant successivament tornant-se cada vegada més xics, formant el conjunt anomenat arbre bronquial. En els bronquis petits falta l'esquelet cartilaginós i hi és molt important la capa muscular. Així cadascun dels dos bronquis principals (un per a cada pulmó) es divideix en bronquis lobulars (o secundaris) que aporten l'aire a un lòbul i cadascun es divideix en bronquis segmentaris (o lobel·lars o terciaris) que aporten l'aire a un lobel. Finalment, cadascun es divideix en bronquíols. Al final dels bronquíols hi ha els alvèols, units per sacs alveolars, que s'encarreguen de l'intercanvi d'oxigen i diòxid de carboni entre la sang dels capil·lars i l'aire alveolar .